# Franklin Ø
Franklin Ø är en ö i Grönland (Kungariket Danmark).   Den ligger i kommunen Qaasuitsup, i den nordvästra delen av Grönland. Ön saknar växtlighet.